# Jaid Barrymore
Ildiko Jaid Barrymore (n. 8 mai 1946, Brannenburg, Germania; de fapt Ildikó Jaid Makó) este o actriță americană de origine maghiară.

## Date biografice
Ildikó Jaid Makó, este de fapt numele ei, ea este fiica unei perechi de actori maghiare. Ildiko s-a născut în Germania, într-un lagăr al forțelor aliate: și anume, ea s-a născut într-o tabără de persoane strămutate din Brannenburg, Germania de Vest, din refugiați maghiari din cel de-al doilea război mondial. Ulterior emigrează în SUA, unde-l cunoaște pe actorul John Drew Barrymore și cu care se căsătorește și vor avea o fiică. La scurt timp, tânăra pereche se desparte. Jaid Barrymore lucrează prin anii 1980 ca actor. În 1995 se lasă fotografiată de o revistă Playboy unde a pozat și fiica ei.